# Рудольф IV (герцог Австрии)
Рудольф IV (нем. Rudolf IV.; 1 ноября 1339, Вена — 27 июля 1365, Милан) — герцог Австрии, Штирии и Каринтии с 1358 года, граф Тироля с 1363 года, из династии Габсбургов. Первый австрийский монарх, принявший титул эрцгерцога. Непродолжительное правление Рудольфа IV имело большое значение для развития австрийской государственности.

## Биография
Рудольф IV был старшим сыном Альбрехта II Мудрого, герцога Австрии, и Иоганны, графини Пфирта. Он был первым правителем династии Габсбургов, рождённым в Австрии и считавшим Австрию, а не родовые владения дома в Швейцарии и Швабии, своей родиной, что в значительной степени способствовало росту популярности герцога и расширению социальной опоры герцогской власти в стране. 
В 1356 году Рудольф IV женился на Екатерине Люксембургской (1342—1395), дочери Карла IV, императора Священной Римской империи. Детей Рудольф IV не имел. Рудольф IV унаследовал престол Австрии после смерти своего отца в 1358 году и, хотя формально считался лишь одним из соправителей, фактически единовластно управлял государством, поскольку его братья были ещё детьми.

### Privilegium Maius
Правление Рудольфа IV в Австрии было непродолжительным, однако существенно важным для развития австрийской государственности и укрепления позиций государства на международной арене. Центральным моментом политики Рудольфа была борьба за повышение статуса Австрии и её независимость от Священной Римской империи. С самого начала правления герцога отношения Австрии и императора резко осложнились. В 1356 году Карл IV издал знаменитую «Золотую буллу», ограничивающую право избрания императора коллегией семи курфюрстов и превращающую Германию в олигархическое союзное государство. Австрия, равно как и Бавария, не была включена в число курфюршеств. В ответ Рудольф IV в 1358 году опубликовал так называемый «Privilegium Maius», сборник указов предшествующих императоров, предоставляющих особые права Австрии и её монархам и делающих Австрийское государство фактически независимым от империи.
В частности, согласно «Privilegium Maius», австрийские монархи получали титул эрцгерцога, ставящий их в феодальной иерархии сразу за королями и курфюрстами и выше остальных князей Германии. Кроме того заявлялось, что единственным обязательством австрийских правителей по отношению к императору было выставление военного контингента количеством в 12 человек в случае войны с Венгрией, а любое вмешательство императора в политику герцога было незаконным. Австрийский монарх узурпировал также верховную судебную власть в своих владениях. Все земли Габсбургов были объявлены нераздельным доменом, передающимся как по мужской, так и по женской линии.
Документы «Privilegium Maius» были фальшивыми, что установил ещё Петрарка, получив копии документов от Карла IV, однако их появление отражало характер взглядов Рудольфа IV и его стремление утвердить самостоятельность Австрии.

### Конфликт с императором
Обнародование «Privilegium Majus» вызвало крайне враждебную реакцию императора Карла IV. Он отказался признать подлинность документов, лишил Рудольфа IV прав имперского викария в Эльзасе и титула герцога Швабии, а также поддержал выступления швейцарцев против Габсбургов. Императору удалось заставить Рудольфа IV отказаться от использования титула эрцгерцога, однако Карлу IV пришлось во избежание вооружённого конфликта устраниться от всякого вмешательства во внутренние дела Австрии. В результате Рудольф стал проводить полностью независимую политику в своих землях.
Отношения Австрии и императора нормализовались лишь к концу правления Рудольфа IV, что позволило в 1364 году подписать договор о взаимном наследовании между Габсбургами и Люксембургской династией.

### Усиление центральной власти

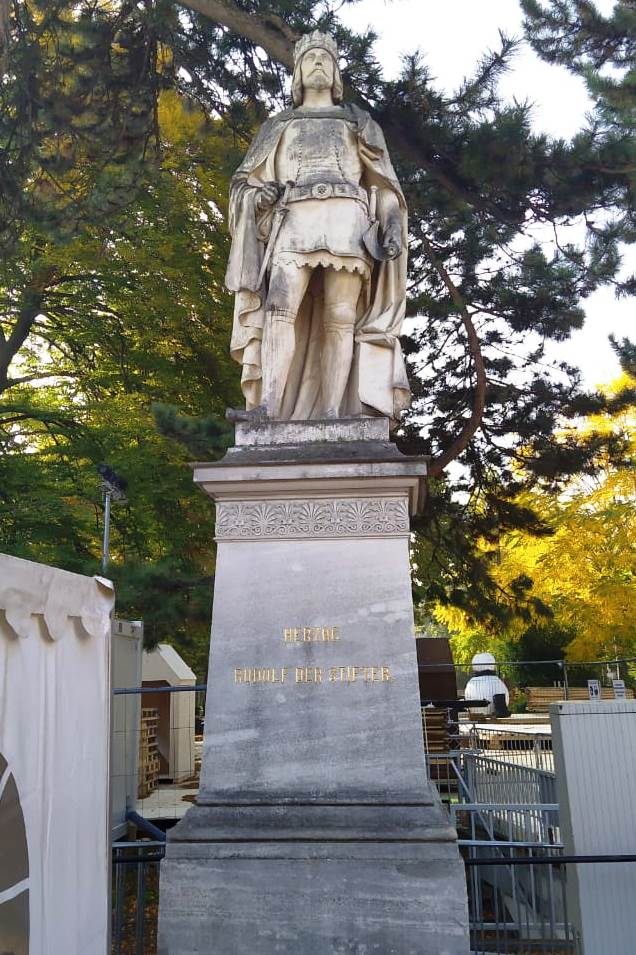
Памятник Рудольфу IV в Вене

Главной особенностью внутренней политики Рудольфа IV стала её решительная направленность на усиление герцогской власти и создание нового, централизованного государственного аппарата. Рудольф добился перевода имперских ленов на территории Австрии в непосредственное подчинение герцогу. Имперские князья, имеющие владения в Австрии, признали право герцогского суда над ними. Более того, захватив патриарха Аквилеи, Рудольф IV вынудил его отказаться от земельных владений патриархата в Штирии, Каринтии и Крайне.
При Рудольфе IV феодально-сословная административная система, основанная на замещении государственных должностей министериалами, получавшими за службу земельные лены, начала вытесняться бюрократической системой оплачиваемых из казны чиновников. Герцог также создавал широкую опору центральной власти среди городов, купечества и мелких землевладельцев, активно поощряя развитие ремесла и торговли и поддерживая колонизацию земель (новые поселенцы освобождались от налогов на три года). Была отменена часть налоговых привилегий крупной аристократии и ограничено право мёртвой руки церкви.
В 1364 году, желая воспрепятствовать возможному разделу австрийских владений, Рудольф IV подписал договор со своими младшими братьями о том, что Австрийская монархия останется нераздельной и будет передаваться по наследству сразу всем детям монарха, причём старший лишь будет считаться регентом. Это положение вошло в историю государственного права Австрии как Рудольфово правило (нем. Rudolfinische Hausordnung), однако было нарушено уже наследниками Рудольфа IV.

### Присоединение Тироля
В 1363 году графиня Тирольская Маргарита Маульташ, уступая требованиям Рудольфа IV, отреклась в его пользу от престола и передала ему своё тирольское графство. Попытки баварского герцога воспрепятствовать установлению власти Габсбургов в Тироле провалились: в том же году австрийские войска отразили баварское вторжение, а в 1364 году Бавария отказалась от притязаний на наследство Маргариты, удовлетворившись крупной денежной компенсацией. Тироль был навсегда закреплён за Австрией.

### Развитие образования и культуры
Правление Рудольфа IV имело большое значение для развития образования и культуры в Австрии. В 1365 году он основал Венский университет, ставший вскоре одним из крупнейших учебных заведений Центральной Европы и являющийся старейшим в немецкоязычных странах (хотя учреждение факультета теологии, наиболее важного в то время, задержалось ещё на двадцать лет).
При Рудольфе IV был перестроен и приобрёл свой нынешний архитектурный облик собор Святого Стефана в Вене, который теперь мог составить конкуренцию собору Святого Вита в имперской столице — Праге. Герцог всячески заботился об украшении Вены и поощрял городское строительство, снижая налоги и способствуя установлению выгодных условий для получения ссуд. Покровитель культуры и образования, Рудольф IV по своим склонностям и образу жизни больше напоминал князей итальянского Возрождения, нежели средневекового германского феодала.

### Кончина и захоронение

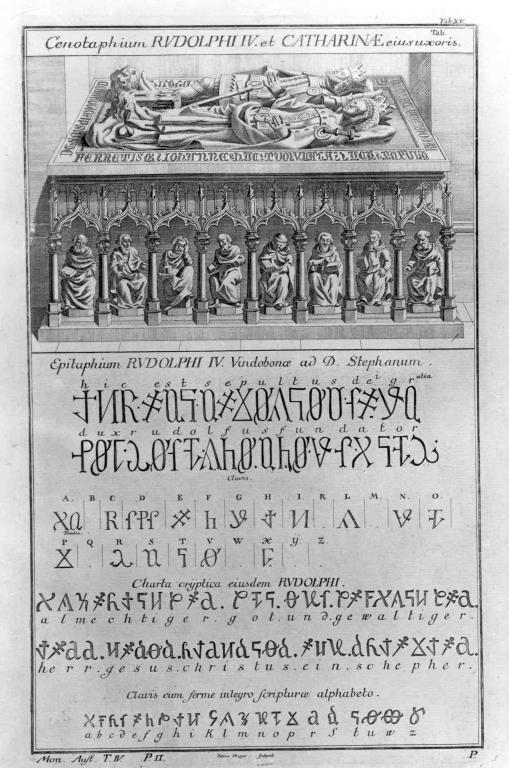
Рисунок кенотафа Рудольфа и Екатерины и расшифровка эпитафии

В июле 1365 года Рудольф IV в возрасте двадцати шести лет неожиданно скончался от чумы в Милане, не оставив потомства. Ему наследовали его младшие братья Леопольд III и Альбрехт III.
Первоначально Рудольф IV был захоронен в церкви Св. Джиованни в Конче, но затем его прах был перенесён в собор Святого Стефана в Вене и помещён в герцогскую усыпальницу, которую Рудольф приказал построить ещё при жизни. Сегодня в склепе покоятся останки семидесяти двух представителей дома Габсбургов.
Также в соответствии с приказом Рудольфа перед алтарём собора был сооружён мраморный кенотаф в память о нём и его супруге. Впоследствии этот памятник был перенесён в северный придел собора. Кенотаф украшают надписи, зашифрованные «халдейским алфавитом» (Alphabetum Kaldeorum) — шифром, в изобретении которого подозревают самого Рудольфа. Надписи гласят: «Здесь покоится Рудольф, милостью Божией герцог и основатель» и «Бог Всемогущий и великий Господь наш Иисус Христос, пастырь».